# High Rockies
The High Rockies ou High Country é um termo designado para uma região do estado do Colorado, EUA. Abrange os condados de Larimer, Jackson, Routt, Grand, Summit, Eagle, Lake e Pitkin. Algumas cidades que se encontram na região são: Estes Park, Walden, Steamboat Springs, Grand Lake, Winter Park, Breckenridge, Dillon, Vail, Leadville e Aspen. A geografia de High Rockies possui uma das partes mais acidentadas das Montanhas Rochosas e consiste da Cordilheira de Front e topografia montanhosa a oeste, muitas das quais se encontram perto da Divisória Continental. É conhecida por florestas de pinheiros e rodovias sinuosas, as cidades mineradoras tem se reinventado com o turismo, como caminhada, ciclismo, pesca e mais especialmente o esqui de fundo e o esqui alpino. Algumas das mais famosas Estações de esqui dos EUA se encontram aqui como a Cooper Mountain, Keystone Resort, Steamboat Ski Resort, Beaver Creek Resort, Buttermilk, Aspen Highlands, Snowmass e Aspen Mountain. High Rockies são locais também do Parque Nacional das Montanhas Rochosas e da Floresta Nacional de Arapaho.